# Lucilia purpurascens
Lucilia purpurascens este o specie de muște din genul Lucilia, familia Calliphoridae. A fost descrisă pentru prima dată de Walker în anul 1836. Conform Catalogue of Life specia Lucilia purpurascens nu are subspecii cunoscute.